# Kanton Anglure

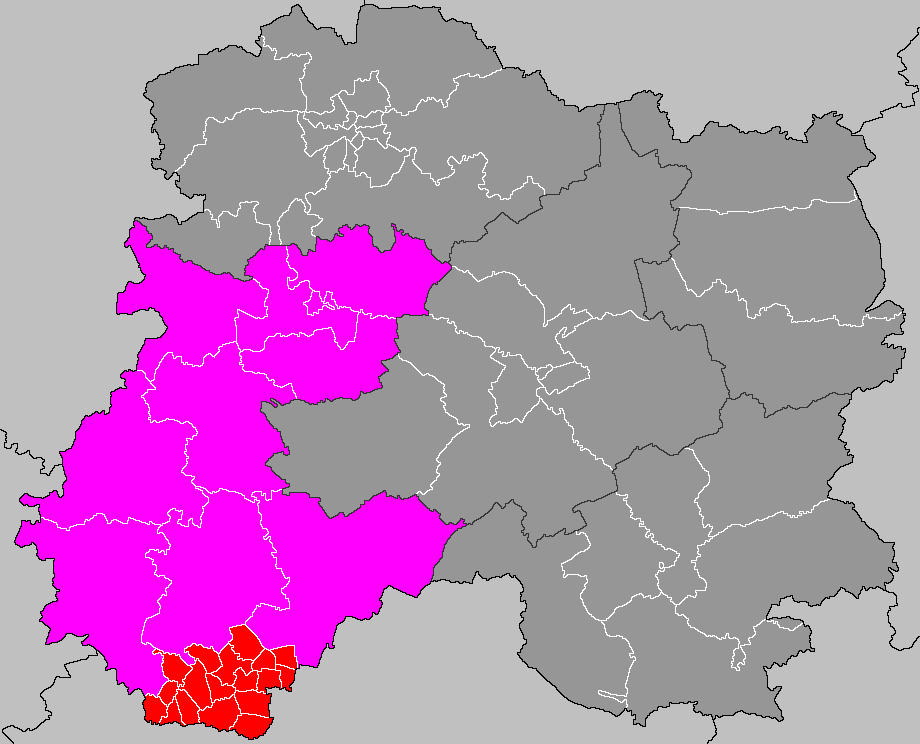
Kanton Anglure.

Anglure is een voormalig kanton van het Franse departement Marne. Het kanton maakte deel uit van het arrondissement Épernay totdat het op 22 maart 2015 werd opgeheven en de gemeenten werden opgenomen in het op die dag gevormde kanton Vertus-Plaine Champenoise.

## Gemeenten
Het kanton Anglure omvatte de volgende gemeenten:
- Allemanche-Launay-et-Soyer
- Anglure (hoofdplaats)
- Bagneux
- Baudement
- La Celle-sous-Chantemerle
- La Chapelle-Lasson
- Clesles
- Conflans-sur-Seine
- Esclavolles-Lurey
- Granges-sur-Aube
- Marcilly-sur-Seine
- Marsangis
- Saint-Just-Sauvage
- Saint-Quentin-le-Verger
- Saint-Saturnin
- Saron-sur-Aube
- Villiers-aux-Corneilles
- Vouarces